# Jean-Xavier Lefèvre

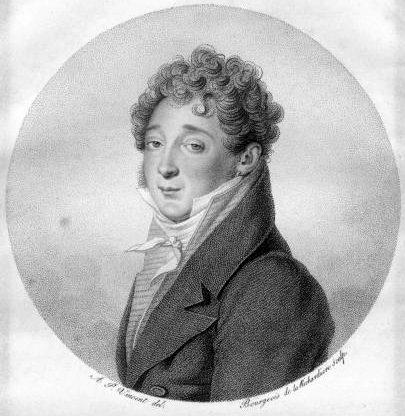
Jean-Xavier Lefèvre

Jean-Xavier Lefèvre (* 6. März 1763 in Lausanne, Schweiz; † 9. November 1829 in Paris) war ein Schweizer Komponist, Musikpädagoge und Klarinettist.

## Leben
Bereits in jungen Jahren übersiedelte er nach Paris und verbrachte dort den größten Teil seines Lebens. Er war Schüler des bekanntesten französischen Klarinettisten zur damaligen Zeit, Michel Yost. Nach dessen Tod wurde Lefèvre allgemein als sein Nachfolger anerkannt. Deshalb wirkte er in den bedeutendsten Orchestern als Solist und war sehr gefragt. So gehörte er auch von 1791 bis 1817 dem Orchester der Pariser Oper an. Er unterrichtete von 1795 bis 1824 Klarinette am Konservatorium von Paris. 1814 wurde er zum Chevalier de la Légion d’honneur ernannt.
Lefèvres Klarinettenschule Méthode de clarinette von 1802 wurde zum offiziellen Lehrwerk des Konservatoriums. Darin beschrieb er als erster den heute üblichen Tonumfang e bis c’’’’ sowie Trillergriffe bis e’’’. Ebenso wird Lefèvre die Entwicklung der cis’/gis’’-Klappe als sechste Klappe am damals noch unausgebildeten Griffsystem um 1790 zugeschrieben.
Kompositorisch hinterließ er Werke für Bläser, oftmals mit Klarinette als Solo-Instrument, und eine ganze Reihe von Kompositionen für Harmonieorchester als Revolutionsmusiken.

## Werke

### Werke für Orchester
- Concerto pour Clarinette et Orchestre no. 3 en mi bémol majeur
- Concerto pour Clarinette et Orchestre no. 4 en si bémol majeur
- Concerto pour Clarinette et Orchestre no. 6 en si bémol majeur

### Werke für Blasorchester
- Hymne, 1795
- Ouverture
- Marche et pas redoublé
- Marche F-Dur (W. 116)
- Marche d-Moll (W. 117)
- Marche F-Dur (W. 118)
- Marche F-Dur (W. 119)
- Marche F-Dur (W. 120)
- Marche F-Dur (W. 121)
- Pas redoublé C-Dur (W. 122)
- Pas redoublé F-Dur (W. 123)
- Pas redoublé g-Moll (W. 124)
- Pas redoublé C-Dur (W. 125)
- Pas redoublé F-Dur (W. 126)
- Pas redoublé F-Dur (W. 127)
- Marche militair F-Dur
- Pas de manoeuvre F-Dur
- Hymne pour le Agriculture

### Kammermusik
- Cinquième sonate aus Méthode de Clarinette, 1802
- Sonata en si bémol majeur für Klarinette und Continuo, 1802
  1. Allegro
  2. Adagio
  3. Tempo di Minuetto
  4. Minore
- 1802 Sonata en fa majeur für Klarinette und Continuo
  1. Allegro moderato
  2. Adagio
  3. Allegro
- Cinquième sonate no. 5 en ré mineur für Klarinette und Fagott, 1803
- Six Duos Concertantes für zwei Klarinetten, opus 9, 1810
- Septième Sonate en sol majeur für Klarinette und Klavier
- Trois sonates opus 12, für Klarinette und Fagott
- Quatuor en ut mineur no. 4 für Klarinette, Violine, Bratsche und Violoncello